# Suối Giàng
Suối Giàng là một xã thuộc huyện Văn Chấn, tỉnh Yên Bái, Việt Nam.
Xã Suối Giàng có diện tích 60,43 km², dân số năm 2019 là 3.556 người, mật độ dân số đạt 59 người/km².